# Parabiose
Der Ausdruck Parabiose (para- griechisch: neben, über, bei; bios- griechisch: Leben) ist eine Bezeichnung für ein Beziehungssystem zwischen zwei Organismenarten (Parabionten), wobei entweder nur ein Partner einen Vorteil hat, ohne den anderen zu schädigen, oder eine indifferente Beziehung vorliegt.
In der Ökologie wird der Begriff häufig als Abgrenzung zu symbiotischen und parasitären Beziehungen verwendet. Demzufolge profitiert bei der Parabiose nur ein Partner, während die Beziehung für den anderen neutral bleibt. Parabiose ist in der Ökologie dann üblicherweise ein Synonym für Probiose und Karpose.
Dieser Zustand kommt beispielsweise natürlich bei Fischen vor, bei denen ein Zwergmännchen mit einem Weibchen verwachsen ist und über dessen Kreislaufsystem ernährt wird (Tiefsee-Anglerfische), kann aber auch als Defekt („Siamesische Zwillinge“) auftreten oder künstlich durch operative Verbindung herbeigeführt werden.
Auch ein umstrittenes Verfahren bei Tierversuchen, bei dem zwei Organismen durch eine Operation verbunden werden, um Stammzellen zu entwickeln, wird Parabiose genannt. Mit deren Hilfe sollen körperliche Defekte geheilt oder ganze Organe gezüchtet werden. Ab 1905 führte, angeregt durch Paul Leopold Friedrich, etwa Ferdinand Sauerbruch in Greifswald und Marburg derartige physiologische Experimente mit „parabiotischen Tieren“ durch, die er selbst chirurgisch vereinigte. Diese Praxis ist in Deutschland aus tierrechtlichen Gründen seit dem Jahr 1987 nicht mehr genehmigt worden. In der Schweiz gab es nur ein einziges dieser Experimente und zwar im Jahr 1988.
In der Vergangenheit wurden Versuche mit Ratten vorgenommen, wobei eine alte und eine junge Ratte durch Hautlappen miteinander verbunden worden sind. Es hatte sich gezeigt, dass aufgrund der Parabiose die Zellen der alten Ratte regeneriert und die der jungen Ratte erheblich gealtert sind, bis sich ein Gleichgewicht zwischen diesen eingestellt hatte.
Laut der Forschung werden in naher Zukunft weitergehende Versuche betrieben, um dieses Phänomen zu erklären und womöglich auf größere Organismen zu übertragen.